# Saturn Award de la meilleure série télévisée d'action ou thriller
Le Saturn Award de la meilleure série télévisée d'action ou thriller (Saturn Award for Best Action-Thriller Television Series) est une récompense télévisuelle décernée chaque année depuis 2016 par l'Académie des films de science-fiction, fantasy et horreur (Academy of Science Fiction Fantasy & Horror Films).

## Palmarès

### Années 2010
- 2016 : Hannibal
  - Bates Motel
  - Blindspot
  - Fargo
  - The Last Ship
  - Flynn Carson et les Nouveaux Aventuriers (The Librarians)
  - Mr. Robot

- 2017 : Riverdale
  - Animal Kingdom
  - Bates Motel
  - Designated Survivor
  - Flynn Carson et les Nouveaux Aventuriers (The Librarians)
  - Mr. Robot
  - Underground

- 2018 : Better Call Saul
  - L'Aliéniste
  - Animal Kingdom
  - Fargo
  - Into the Badlands
  - Mr. Mercedes
  - Riverdale

- 2019[1] : Better Call Saul
  - Killing Eve
  - The Last Ship
  - Mr. Mercedes
  - The Purge
  - Riverdale
  - The Sinner

### Années 2020
- 2021 : Better Call Saul
  - Castle Rock
  - Jack Ryan
  - The Outpost
  - Pennyworth
  - Snowpiercer

- 2022 : Better Call Saul
  - Big Sky
  - Blacklist
  - Dark Winds
  - Dexter: New Blood
  - Outlander
  - Yellowjackets

- '2024 : Outlander
- '2025 : Cobra Kai
  - Bosch: Legacy
  - Found
  - High Potential
  - Présumé innocent (Presumed Innocent)
  - Saison 4 de True Detective
  - Tulsa King